# Professor Green
Professor Green, artiestennaam van Stephen Paul Manderson (Hackney Central, 27 november 1983), is een Britse rapper en zanger.

## Biografie
Hij begon met rappen toen hij 18 was en bracht zijn eerste mixtape uit in 2006ː Lecture#1. In het begin van zijn carrière was hij onderdeel van platenlabel The Beats, totdat hij een rapbattle won via een JumpOff MySpace wedstrijd. Hij won hier £50,000 en een contract bij Virgin Records mee. In 2009 werkte Manderson samen met Lily Allen, fungerend als voorprogramma tijdens haar concerttournee van 2009.
Bij Virgin Records bracht Manderson in 2010 I need you tonight uit, een nummer dat gebaseerd werd op Need you tonight, een hit van de Australische band INXS. Het werd een grote hit in het Verenigd Koninkrijk, net als de opvolger Just be good to Green (een samenwerking met Lily Allen). Manderson schreef samen met Elton John aan een album, dat in 2011 werd uitgebracht.
De eerste twee studioalbums van Professor Green, Alive till I'm dead (2010) en At your inconvenience (2011), waren succesvol in het Verenigd Koninkrijk. In 2014 verscheen zijn derde album, Growing up in public, en scoorde hij in zijn thuisland een hit met het nummer Lullaby, een samenwerking met Tori Kelly. Ook werkte hij dat jaar samen met de Nederlandse singer-songwriter Mr. Probz op het nummer Little secrets.

## Discografie

### Albums
| Album met eventuele hitnotering(en) in de Nederlandse Album Top 100 | Datum van verschijnen | Datum van binnenkomst | Hoogste positie | Aantal weken | Opmerkingen |
| ------------------------------------------------------------------- | --------------------- | --------------------- | --------------- | ------------ | ----------- |
| Lecture #1                                                          | 18-06-2006            | -                     |                 |              | ep          |
| The Green EP                                                        | 05-11-2008            | -                     |                 |              | ep          |
| Alive till I'm dead                                                 | 24-09-2010            | -                     |                 |              |             |
| At your inconvenience                                               | 28-10-2011            | -                     |                 |              |             |
| Growing up in public                                                | 19-09-2014            | -                     |                 |              |             |
| M.O.T.H. (Matters Of The Heart)                                     | 06-09-2019            | -                     |                 |              | ep          |

### Singles
| Single met eventuele hitnotering(en) in de Nederlandse Top 40 | Datum van verschijnen | Datum van binnenkomst | Hoogste positie | Aantal weken | Opmerkingen                                                          |
| ------------------------------------------------------------- | --------------------- | --------------------- | --------------- | ------------ | -------------------------------------------------------------------- |
| I need you tonight                                            | 09-04-2010            | -                     |                 |              | met Ed Drewett                                                       |
| Just be good to Green                                         | 25-06-2010            | -                     |                 |              | met Lily Allen Nr. 95 in de Single Top 100                           |
| Monster                                                       | 01-10-2010            | -                     |                 |              | met Example                                                          |
| Game over                                                     | 15-11-2010            | -                     |                 |              | met Tinchy Stryder, Example, Giggs, Devlin, Chipmunk, & Tinie Tempah |
| Jungle                                                        | 31-12-2010            | -                     |                 |              | met Maverick Sabre                                                   |
| In the air                                                    | 12-06-2011            | -                     |                 |              | met True Tiger & Maverick Sabre                                      |
| Read all about it                                             | 23-10-2011            | -                     |                 |              | met Emeli Sandé                                                      |
| Are you getting enough?                                       | 19-07-2013            |                       |                 |              | met Miles Kane                                                       |
| Lullaby                                                       | 14-09-2014            | -                     |                 |              | met Tori Kelly                                                       |
| Little secrets                                                | 08-12-2014            | -                     |                 |              | met Mr. Probz                                                        |
| Photographs                                                   | 02-11-2018            | -                     |                 |              | met Rag'n'Bone Man                                                   |

| Single met hitnotering(en) in de Vlaamse Ultratop 50 | Datum van verschijnen | Datum van binnenkomst | Hoogste positie | Aantal weken | Opmerkingen        |
| ---------------------------------------------------- | --------------------- | --------------------- | --------------- | ------------ | ------------------ |
| Read all about it                                    | 23-10-2011            | 14-01-2012            | 21              | 6            | met Emeli Sandé    |
| Are you getting enough?                              | 19-07-2013            | 03-08-2013            | tip62           | -            | met Miles Kane     |
| Photographs                                          | 02-11-2018            | 17-11-2018            | tip39           | -            | met Rag'n'Bone Man |